# Олдридж, Алан
Алан Олдридж (англ. Alan Aldridge, 8 июля 1938 – 17 февраля 2017) — британский художник, графический дизайнер и иллюстратор. Он наиболее известен своими психоделическими иллюстрациями для книг и обложек пластинок The Beatles и The Who.

## Личная жизнь
Олдридж родился в Лондоне, а жил в Лос-Анджелесе, штат Калифорния. Он был дважды разведён. У него осталось восемь детей, модный фотограф, Майлз Олдридж и модели Шафран Олдридж, Лили Олдридж и Руби Олдридж. 17 февраля 2017 года его дочь Лили сообщила о его смерти в Instagram.

## Карьера

Эмблема для Hard Rock Cafe, созданная Олдриджем.

В начале карьеры Олдридж работал иллюстратором в журнале Sunday Times. Сделав несколько внештатных обложек для Penguin Books, он был нанят в марте 1965 года художественным руководителем этого издательства. В течение следующих двух лет в качестве арт-директора он особенно сосредоточился на обложках научно-фантастических книг и представил свой стиль, который резонировал с настроением того времени. В 1968 году он перешёл в свою собственную фирму графического дизайна INK, которая стала создавать иллюстрации для The Beatles и Apple Corps.
В 1960-х и 1970-х годах он создавал большое количество обложек для музыкальных альбомов разных исполнителей и помог создать графический стиль той эпохи. Он разработал серию научно-фантастических обложек для книг Penguin Books. Он произвел большое впечатление своими иллюстрациями к альбомам The Beatles. Олдридж также рисовал иллюстрации к комиксам. Его работы характеризовались плавным, мультяшным стилем и мягкой аэрографией – он шёл в ногу со временем психоделического стиля того времени. Он нарисовал антивоенный плакат 1971 года под названием «Отличное место для гамбургеров, но кто бы хотел там жить!»
В феврале 1969 года он создал плакат для скандальной пьесы Джейн Арден «Вагина Рекс и газовая печь» в лондонской художественной лаборатории Друри-Лейн.
Он наиболее известен своими иллюстрациями к книге «The Butterfly Ball and the Grasshopper Feast», сериями иллюстраций антропоморфных насекомых и других существ, которые он создал в сотрудничестве с Гарри Уиллоком, Уильям Пломер написал сопроводительные стихи.
Олдридж также нарисовал обложку альбома «Captain Fantastic and the Brown Dirt Cowboy» Элтона Джона в 1975 году. В 1977 году он создал рекламную иллюстрацию для голландского пивного бренда Heineken. Он также был создателем логотипа известного заведения Hard Rock Cafe.

## Награды
Ретроспектива «Алан Олдридж – человек с глазами калейдоскопами», была показана в Музее дизайна в Лондоне с 10 октября 2008 года по 25 января 2009 года.
За эти годы Олдридж получил множество наград за свою работу, в том числе премию Коста.

## Избранные работы
- Cover for Boswell's London Journal 1762–1763, ed. Frederick Pottle, Penguin (1966).
- Cover design for A Quick One by The Who (1966).
- Poster for Andy Warhol and Paul Morrissey's film Chelsea Girls (1966).
- Covers for Penguin Science Fiction books Архивная копия от 14 февраля 2017 на Wayback Machine (1967).
- The Beatles Illustrated Lyrics (US, Houghton Mifflin; UK, MacDonald Unit 75, 1969) editor, select illustrations.
- Ann in the Moon (1970), with story by Frances D. Francis.
- The Penguin Book of Comics (1971), with George Perry, published by Penguin Books.
- The Ship's Cat (1977), illustrated in collaboration with Harry Willock, with verses by Richard Adams.
- The Peacock Party (1979) and The Lion's Cavalcade (1980), sequels to The Butterfly Ball, based on anonymous sequels to Roscoe's version with verses by George E. Ryder and Ted Walker respectively. Illustrated in collaboration with Harry Willock.
- Phantasia: Of Docklands, Rocklands and Dodos (1981)
- The Gnole (1999), with Steve Boyett (writer) and Maxine Miller (colorist).
- Illustrations and logo design for Everybody Loves a Happy Ending, the sixth studio album by British pop rock/new wave band Tears for Fears, 2004.
- Aldridge is also credited for Art Direction and Illustration on Light Grenades (2006), the sixth studio album for Incubus.

- The Man with Kaleidoscope Eyes (Thames & Hudson, 2008), 240 pp, ISBN 978-0-500-09342-9; also published as The Man with Kaleidoscope Eyes: The Art of Alan Aldridge (Abrams Books, 2009), 240 pp, ISBN 978-0-8109-0596-2